# Académie de Caen (éducation)
Pour les articles homonymes, voir académie de Caen.
L'académie de Caen, ancienne circonscription éducative française de 1964 à 2020 gérée par un recteur, regroupe l'ensemble des établissements scolaires des départements du Calvados, de la Manche, de l'Orne et de Saint-Pierre-et-Miquelon.
L'académie de Caen fait partie de la zone B de 2015 à 2020.
L'université de l'académie est l'université de Caen Normandie.
L'académie de Caen fusionne en 2020 dans l'académie de Normandie.

## Géographie
La superficie de l'académie de Caen est de 17 831 km2, ce qui représente 1/?e du territoire national.
Son étendue la place en ? position parmi les 30 académies françaises, après celles de ?.

## Histoire
Le 18 octobre 1808, le conseil de l'Université adopte un « statut concernant la division de l'Université en académies ». Il prévoit l'organisation à terme de trente-deux académies mais les départements qui ne possèdent pas le nombre de facultés nécessaires sont rattachés à l'académie voisine. Le ressort de l'académie de Caen s'étale donc de fait sur les cinq départements normands (Calvados, Manche, Orne, Eure et Seine-Maritime).
Le 7 septembre 1848, un arrêté du gouvernement réduit le nombre d'académies à vingt. La situation reste inchangée pour l'académie de Caen.
La loi du 14 juin 1854 refond la carte académique et crée seize académies interdépartementales ; on adjoint alors un sixième département au territoire de l'académie de Caen, la Sarthe.
Ce n'est que dans les années 1960 que l'académie prend ses limites actuelles. La Sarthe est incorporée à l'académie de Nantes, créée le 1er janvier 1962. Depuis le 1er octobre 1964, les deux départements haut-normands forment l'académie de Rouen. L'académie de Caen s'étend alors sur les trois départements bas-normands et sur une collectivité d'outre-mer d'Amérique du Nord :
- Calvados
- Manche
- Orne
- Saint-Pierre-et-Miquelon

Le lycée Claudel d'Ottawa, qui relève de l'AEFE, bénéficie d'une coopération avec l'académie de Caen, notamment pour l'organisation de la formation continue.
Avec la réforme territoriale de 2014, les rectorats de Caen et de Rouen forment la région académique de Normandie. Le recteur de Caen a autorité sur celle-ci, même si Rouen conserve un recteur jusqu'à septembre 2017. Cependant à partir de septembre 2017 le recteur de Caen devient en même temps celui de Rouen, ce qui rend la possibilité d'une fusion avec un seul rectorat régional à Caen et des délégations sur les autres départements normands de plus en plus plausible, comme c'était le cas avant 1964. Le 1er janvier 2020, les académies de Caen et de Rouen fusionnent pour laisser place à l'académie de Normandie avec un siège établi à Caen.

### Tableau récapitulatif
| Département ou COM                           | Années    | Années    | Années    | Années    | Années    | Années    |
| Département ou COM                           | 1808–1848 | 1848–1854 | 1854–1962 | 1962–1964 | 1964–2020 | 2020–     |
| -------------------------------------------- | --------- | --------- | --------- | --------- | --------- | --------- |
| Calvados                                     | Caen      | Caen      | Caen      | Caen      | Caen      | Normandie |
| Manche                                       | Caen      | Caen      | Caen      | Caen      | Caen      | Normandie |
| Orne                                         | Caen      | Caen      | Caen      | Caen      | Caen      | Normandie |
| Eure                                         | Caen      | Caen      | Caen      | Caen      | Rouen     | Normandie |
| Seine-Maritime (Seine-Inférieure avant 1955) | Caen      | Caen      | Caen      | Caen      | Rouen     | Normandie |
| Sarthe                                       | Rennes    | Angers    | Caen      | Nantes    | Nantes    | Nantes    |
| Saint-Pierre-et-Miquelon                     |           |           |           |           | Caen      | Normandie |

## Administration
Valérie Cabuil est l'actuelle rectrice de l'académie.

### Liste des recteurs
| Période            | Recteur                       | Décret de nomination                                                                               |
| ------------------ | ----------------------------- | -------------------------------------------------------------------------------------------------- |
| 1800 - 1899        |                               | |
| 1809 - 1819        | Pierre Alexandre              | |
| 1819 - 1822        | Hippolyte Marc                | |
| 1809 - 1819        | Pierre Alexandre              | |
| 1819 - 1822        | Hippolyte Marc                | |
| 1822 - 1830        | Pierre-François Jamet         | |
| 1830 - 1839        | Hippolyte Marc                | |
| 1839 - 1848        | Abbé Daniel                   | |
| 1848 - 1848        | Patrice Larroque              | |
| 1848 - 1849        | Louis Camaret                 | |
| 1849 - 1850        | Abbé Daniel                   | |
| 1850 - 1853        | Eugène Deszosiers             | |
| 1853 - 1854        | Augustin Thery                | |
| 1854 - 1858        | Achille François              | |
| 1858 - 1860        | Ernest Desclozeaux            | |
| 1860 - 1868        | Augustin Thery                | |
| 1868 - 1875        | Jean-Baptiste Allou           | |
| 1875 - 1879        | Jean-Marie Seguin             | |
| 1879 - 1880        | Charles Capmas                | |
| 1880 - 1884        | Louis Liard                   | |
| 1884 - 1908        | Edgar Zevort                  | |
| 1900 - 1999        |                               | |
| 1908 - 1923        | Romain Louis Moniez           | |
| 1923 - 1937        | Louis Maigron                 | |
| 1937 - 1937        | Robert Deltheil               | |
| 1937 - 1937        | Aurélien Digeon               | |
| 1937 - 1941        | Pierre Daure                  | |
| 1941 - 1944        | Jean Mercier (d)              | |
| 1944 - 1946        | Robert Mazet                  | |
| 1946 - 1963        | Pierre Daure                  | |
| 1963 - 1975        | Yves Martin                   | |
| 1975 - 1979        | Jean-Joseph Garagnon          | |
| 1979 - 1985        | Georges Lescuyer              | |
| 1985 - 1986        | Antoine Ottavi                | |
| 1986 - 1989        | Pierre Lostis                 | |
| 1989 - 1993        | Jeanne-Marie Parly            | |
| 1993 - 1997        | Philippe Lucas                | |
| 1997 - 2001        | Maryse Quéré (d)              | |
| 2000 à aujourd'hui |                               | |
| 2001 - 2004        | Jacqueline Abaul (d)          | |
| 2004 - 2006        | Jean-Baptiste Carpentier      | |
| 2006 - 2010        | Micheline Hotyat              | |
| 2010 - 2012        | Catherine de La Robertie (d)  | |
| 2012 - 2013        | Ali Saïb (d)                  | |
| 2013 - 2015        | Christophe Prochasson         | |
| 2015 - 2016        | Philippe-Pierre Cabourdin (d) | |
| 2016 - 2019        | Denis Rolland                 | simultanément recteur de l'académie de Rouen à partir de 2017                                      |
| 2019 - 2025        | Christine Gavini              | simultanément rectrice de l'académie de Rouen ensuite rectrice de l'académie de Normandie          |
| 2025 - en fonction | Valérie Cabuil                | Rectrice de l'académie de Normandie (qui correspond à l'académie de Caen telle que fondée en 1808) |

### Directions des services départementaux de l'Éducation nationale (DSDEN)
L'académie recouvre le territoire de la région Basse-Normandie et regroupe ainsi trois départements et autant de directions des services départementaux de l'Éducation nationale.

### Circonscriptions
Chaque direction des services départementaux de l'Éducation nationale est divisée en circonscriptions :

## Établissements

### Premier degré
En 2013-2014, l’académie de Caen compte ?élèves dans le premier degré scolarisés dans :
- ? écoles publiques et ? écoles privées dans le Calvados
- ? écoles publiques et ? écoles privées dans la Manche
- ? écoles publiques et ? écoles privées dans l'Orne
- ? écoles publiques et ? écoles privées à Saint-Pierre-et-Miquelon

### Second degré
En 2013-2014, l’académie de Caen compte ?élèves dans le second degré (hors post-bac) scolarisés dans : 
- ? collèges publics et ? collèges privés dans le Calvados
- ? collèges publics et ? collèges privés dans la Manche
- ? collèges publics et ? collèges privés dans l'Orne
- ? collèges publics et ? collèges privés à Saint-Pierre-et-Miquelon
- ? lycées publics et ? lycées privés dans le Calvados
- ? lycées publics et ? lycées privés dans la Manche
- ? lycées publics et ? lycées privés dans l'Orne
- ? lycées publics et ? lycées privés à Saint-Pierre-et-Miquelon

## Autres services éducatifs
- Le centre régional de documentation pédagogique (CRDP)
- Le centre régional des œuvres Universitaires (CROUS)
- La délégation régionale de l'Office national d'information sur les enseignements et les professions (DRONISEP)
- Le service régional de l'Union nationale du sport scolaire (UNSS)

## Les services d'information et d'orientation
- Service Académique d'Information et d'Orientation (SAIO),
- Délégation Régionale de l'Office National d'Information Sur les Enseignements et les Professions (DRONISEP),
- ? Centres d'Information et d'Orientation (CIO),
- ? Services Universitaires d'Information et d'Orientation (SUIO),
- ? Conseillers d'Orientation Psychologue (COP).

## Structure de la formation professionnelle
- DAFPIC et ses missions (La Délégation Académique à la Formation Professionnelle Initiale et Continue)
- GIP FCIP (Formation Continue et Insertion Professionnelle)

## Formation continue des adultes
- Réseau des GRETA et des espaces bilans
- CAFOC (La formation des adultes au Centre Académique de FOrmation Continue)

## Service Académique de Validation des Acquis SAVA
- Validation des Acquis et de l'Expérience (VAE)
- Validation des acquis de formation

## Pilotage académique
L’académie est dirigée par un recteur/rectrice.
Nommé par décret du président de la République en conseil des ministres, le recteur exerce dans l'académie les missions relatives au contenu et à l'organisation de l'action éducatrice  et représente le ministre chargé de l'éducation nationale et de l’enseignement supérieur au sein de l'académie et des départements qui la constituent. Il est responsable de la totalité du service public de l'éducation dans l'académie, de la maternelle à l'université, et exerce aussi des compétences dans le domaine de l'enseignement privé sous contrat.
Le recteur a pour missions de :
- veiller à l'application de toutes les dispositions législatives et réglementaires se rapportant à l'Éducation nationale ;
- définir la stratégie académique d'application de la politique éducative nationale ;
- assurer la gestion du personnel et des établissements ;
- développer des relations avec les autres services de l'État intervenant dans l'académie, les milieux politiques, économiques, socio-professionnels et notamment avec les collectivités territoriales ;
- intervenir dans le programme régional de formation conduit par le conseil régional ;
- rendre compte au ministre du fonctionnement du service public de l'éducation nationale dans l'académie qu'il dirige.

Les inspecteurs d’académie-directeurs académiques des services de l’Éducation nationale (IA-DASEN), mettent en œuvre sous l’autorité du recteur la politique de l’Éducation nationale dans les écoles primaires et les établissements du second degré de leur département.

## Élus lycéens au CAVL
L'élection des représentants élèves au CAVL est indirecte, seuls sont éligibles les élus aux conseils de la vie lycéenne titulaires. L'élection a lieu tous les 2 ans.